# Жозеп Фусте
Жозеп Фусте (кат. Josep Fusté, 15 квітня 1941, Лерида — 20 квітня 2023, Барселона) — іспанський каталонський футболіст, що грав на позиції півзахисника.
Виступав майже протягом усієї кар'єри за «Барселону», у складі якої став триразовим володарем Кубка Іспанії та володарем Кубка ярмарків, а також національну збірну Іспанії. У складі збірної — чемпіон Європи та учасник чемпіонату світу.

## Клубна кар'єра
Народився 15 квітня 1941 року в місті Лерида. Вихованець футбольної школи клубу «Барселона». 1960 року для отримання ігрової практики Жозеп був відданий в оренду в «Осасуну», де у першому ж сезоні забив 18 голів у 30 Іграх Сегунди і допоміг команді посісти перше місце та вийти до вищого іспанського дивізіону. Залишившись в «Осасуні» ще на рік, він дебютував у цій команді в Прімері 3 вересня 1961 року в матчі проти «Еспаньйола» (2:2) і загалом за сезон забив 10 голів у 26 іграх чемпіонату.
У 1962 році повернувся в «Барселону». Протягом десяти наступних сезонів, який гравець провів у рідному клубі, каталонці чотири рази фінішували другим у Ла Лізі, але так жодного разу і не стали чемпіонами. Однак протягом 1960-х — початку 1970-х років вони все-таки здобували успіх у різних кубкових змаганнях. У 1962 році Фусте зіграв у своєму першому європейському клубному фіналі, матчі відповіді фіналу Кубка ярмарків, який закінчився внічию 1:1 проти «Валенсії», але через поразку 2:6 у першій грі, команда Фусте залишилась без трофею. У 1966 році він грав у черговому фіналі Кубка ярмарків, і цього разу допоміг «Барселона» перемогти «Реал» з рахунком 4:3 та здобути євротрофей. У 1968 році він був у складі команди, яка перемогла «Реал» з рахунком 1:0 у фіналі Кубка Іспанії. Цей результат дозволив команді вийти у Кубок володарів кубків на наступний сезон, де команда дійшла до фіналу, програвши там з рахунком 2:3 чехословацькому «Словану» з Братислави.
У 1971 році Фусте здобув з «Барселоною» ще одну перемогу в Кубку Іспанії. У сезоні 1970/71 років «Барселона» втратила чемпіонство, програвши лише очко «Валенсії». Ці дві команди також зустрілися і у фіналі Кубка. У тому матчі «Валенсія» на 48 хвилину перемагало з рахунком 2:0, але Фусте, який вийшов на заміну ще по ходу першого тайму, відіграв один гол на 51 хвидина, а за 20 хвилин Педро Сабальса зрівняв рахунок, перевівши гру в додатковий час, де каталонці і дотисли «кажанів» (4:3). Останній трофей у рідному клубі Фусте здобув 22 вересня 1971 року, зігравши у так званому Суперфіналі Кубка ярмарків, останньому матчі в історії турніру, в якому допоміг своїй команді обіграти інший найтитулованіший клуб в історії турніру, англійський «Лідс Юнайтед» (2:1), забравши трофей навічно до музею барселонського клубу. У 1972 році, після 197 ігор у Ла Лізі та 47 голів, Фусте покинув «Барселону».
Завершив професіональну кар'єру у команді «Еркулес», за яку виступав протягом 1972—1974 років, після чого грав за команду ветеранів «Барселона» аж до 2000 року, а також тренував її.

## Виступи за збірну
11 березня 1964 року дебютував в офіційних іграх у складі національної збірної Іспанії в матчі відбору на Євро-1964 проти Ірландії (5:1), забивши в цій грі свій перший гол за збірну.
У складі збірної був учасником чемпіонату Європи 1964 року в Іспанії, здобувши того року титул континентального чемпіона. На турнірі Фусте зіграв в обох матчах своєї команди. А за два роки Жозеп поїхав з командою і на чемпіонат світу 1966 року в Англії. Там він зіграв одну гру на груповому етапі проти ФРН і забив гол, але Іспанія програла 1:2.
Загалом протягом кар'єри у національній команді, яка тривала 6 років, провів у її формі 8 матчів, забивши 3 голи.

## Статистика

### Клубна
| Виступи           | Виступи           | Виступи           | Ліга | Ліга | Кубок | Кубок | Єврокубки | Єврокубки | Інше | Інше | Всього | Всього |
| Клуб              | Ліга              | Сезон             | Ігри | Голи | Ігри  | Голи  | Ігри      | Голи      | Ігри | Голи | Ігри   | Голи   |
| ----------------- | ----------------- | ----------------- | ---- | ---- | ----- | ----- | --------- | --------- | ---- | ---- | ------ | ------ |
| «Осасуна»         | Сегунда           | 1960/61           | 30   | 18   | 3     | 2     | —         | —         | —    | —    | 33     | 20     |
| «Осасуна»         | Ла Ліга           | 1961/62           | 26   | 10   | 2     | 0     | —         | —         | —    | —    | 28     | 10     |
| «Осасуна»         | Всього            | Всього            | 56   | 28   | 5     | 2     | 0         | 0         | 0    | 0    | 61     | 30     |
| «Барселона»       | Ла Ліга           | 1961/62           | 0    | 0    | 0     | 0     | 1         | 0         | —    | —    | 1      | 0      |
| «Барселона»       | Ла Ліга           | 1962/63           | 15   | 3    | 2     | 1     | 5         | 1         | —    | —    | 22     | 5      |
| «Барселона»       | Ла Ліга           | 1963/64           | 30   | 10   | 7     | 3     | 5         | 3         | —    | —    | 42     | 16     |
| «Барселона»       | Ла Ліга           | 1964/65           | 25   | 5    | 4     | 2     | 5         | 0         | —    | —    | 34     | 7      |
| «Барселона»       | Ла Ліга           | 1965/66           | 20   | 8    | 7     | 2     | 8         | 4         | —    | —    | 35     | 14     |
| «Барселона»       | Ла Ліга           | 1966/67           | 26   | 10   | 3     | 0     | 2         | 1         | —    | —    | 31     | 11     |
| «Барселона»       | Ла Ліга           | 1967/68           | 24   | 5    | 6     | 1     | 1         | 0         | —    | —    | 31     | 6      |
| «Барселона»       | Ла Ліга           | 1968/69           | 23   | 3    | 2     | 0     | 5         | 4         | —    | —    | 30     | 7      |
| «Барселона»       | Ла Ліга           | 1969/70           | 15   | 1    | 1     | 0     | 4         | 1         | —    | —    | 20     | 2      |
| «Барселона»       | Ла Ліга           | 1970/71           | 12   | 2    | 3     | 1     | 2         | 0         | —    | —    | 17     | 3      |
| «Барселона»       | Ла Ліга           | 1971/72           | 8    | 0    | 2     | 0     | 1         | 0         | —    | —    | 11     | 0      |
| «Барселона»       | Всього            | Всього            | 198  | 47   | 37    | 10    | 38        | 14        | 0    | 0    | 273    | 71     |
| «Еркулес»         | Сегунда           | 1972/73           | 27   | 2    | 4     | 1     | —         | —         | —    | —    | 31     | 3      |
| «Еркулес»         | Всього            | Всього            | 27   | 2    | 4     | 1     | 0         | 0         | 0    | 0    | 31     | 3      |
| Всього за кар'єру | Всього за кар'єру | Всього за кар'єру | 281  | 77   | 46    | 13    | 38        | 14        | 0    | 0    | 365    | 104    |

## Титули і досягнення
- Володар Кубка Іспанії (3):

«Барселона»: 1963, 1968, 1971
- Володар Кубка ярмарків (2):

«Барселона»: 1965–66, Суперфінал 1971
- Чемпіон Європи (1):

Іспанія: 1964